# Данхэ
Данхэ́ (кит. упр. 党河) — река в провинции Ганьсу, один из главных притоков Шулэхэ.

## Исторические названия
Во времена империи Хань река носила название Дичжишуй (氐置水), во времена империи Тан — Ганьцюаньшуй (甘泉水), во времена империи Сун — Дусяньхэ (都乡河), во времена империй Юань и Мин — Силагацзиньхэ (西拉噶金河).

## География
Река начинается Субэй-Монгольском автономном уезде в горах Наньшань, и течёт на северо-запад между хребтами Уландабан (на юго-западе) и Емананьшань (на северо-востоке). После впадения справа реки Емахэ река поворачивает сначала на запад, а затем на северо-запад и выходит с гор на равнину, где на территории Дуньхуана её воды попадают в Шулэхэ.